# Brombergalm
Die Brombergalm ist eine 60 Hektar große Alm in der Gemeinde Ebensee am Traunsee im österreichischen Bundesland Oberösterreich. Die im Besitz der Österreichischen Bundesforste befindliche Alm liegt nördlich der Hohen Schrott, im Westteil des Toten Gebirges, in einer Seehöhe von 1430 m ü. A. Die Brombergalm ist eine Servitutsalm, wobei 4 Bauern auftriebsberechtigt sind. Auf einer Weidefläche von 25 Hektar werden etwa 35 bis 40 Rinder behirtet. Früher befanden sich auf der Alm bis zu 14 Almhütten. Die Überreste der Grundmauern erinnern daran. Heute stehen auf der Alm zwei Hütten. Auf die Alm führt eine Forststraße, die für den öffentlichen Verkehr gesperrt ist.

## Wanderwege
- Von Langwies über den Weg 221
- Von Norden über den Weg 220